# Times Square
Times Square é a denominação da área formada na confluência e cruzamento de duas grandes avenidas da cidade de Nova Iorque, Estados Unidos; podendo  ser definida como uma grande praça ou largo, composta por vários cruzamentos e esquinas.
A área está localizada na junção da Broadway com a Sétima Avenida, entre a 42nd Street e a 47th Street, na região central de Manhattan. É uma área comercial, onde todos os prédios são obrigados a instalar letreiros luminosos para propósitos de publicidade.
Cabe ressaltar que a Times Square não se trata de uma rua ou avenida, uma vez que não existe nenhuma via trafegável registrada e denominada como tal no Guia Oficial de Ruas e Endereços da Cidade de Nova Iorque; tampouco pode ser tratada como uma simples esquina, já que a área mapeada pela prefeitura da cidade incluía oficialmente 12 cruzamentos de vias públicas, tendo sido mais recentemente modificada para atender o grande fluxo de turistas e transeuntes, com a definição de áreas exclusivas para pedestres.

## História

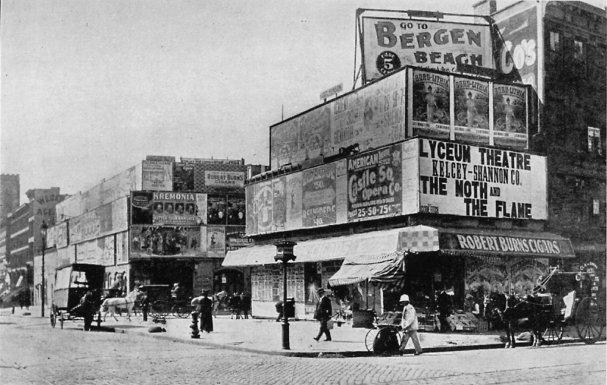
Parte da Longacre Square (hoje Times Square) em 1898. Teve o nome alterado para Times Square em 1904

Na Times Square está localizada a NASDAQ, uma das principais bolsas de valores do mundo. Entre seus pontos comerciais mais conhecidos estão os estúdios da rede de televisão ABC, de onde o programa matinal Good Morning America é transmitido ao vivo, bem como os famosos estúdios MTV e da Virgin Records. O local possui uma das maiores concentrações da indústria do entretenimento no mundo, além de grandes lojas de famosas marcas internacionais, e obviamente congrega inúmeros anúncios luminosos de publicidade que durante a noite tornam-se uma atração peculiar.
Times Square significa "Praça do Tempo", e até abril de 1904 era conhecida como Longacre Square, nome original dado pelos colonizadores britânicos. O local teve seu nome mudado em função da construção do edifício que durante muitos anos serviu para abrigar os escritórios centrais do jornal New York Times, o Times Building, hoje conhecido como One Times Square.
Atualmente é o ponto turístico mais visitado do mundo, com cerca de 39 milhões de visitantes por ano, recebendo mais turistas do que a Estátua da Liberdade.

## Ano novo
Uma bola do tempo tem sido usada desde 1908 para as celebrações da véspera de Ano Novo em Nova York na Times Square, onde uma bola de cristal iluminada localizada em um poste no topo de um prédio desce por um mastro para sinalizar, à meia-noite, a chegada do novo ano. Ao contrário de uma bola de tempo típica, em que o início da sua descida é utilizada como o sinal de tempo, a bola começa a descer um minuto antes, às 23:59, completando a sua descida na parte inferior do poste à meia-noite. A festa conta com a presença de milhares de pessoas e tem shows de música, fogos de artifício e chuva de papéis picados.